# Partito Comunista d'Albania (1991)
il Partito Comunista d'Albania (Partia Komuniste e Shqipërisë, PKSH) è un partito comunista albanese d'ispirazione marxista-leninista e hoxhaista. Il partito è stato fondato nel 1991, dopo il crollo del socialismo in Albania e lo scioglimento del Partito del Lavoro d'Albania.
La moglie dell'ex-capo comunista albanese Enver Hoxha, Nexhmije Hoxha è stata membro del partito fino alla morte, il 26 febbraio 2020.

## Risultati elettorali
| Elezione          | Voti  | %    | Seggi   |
| ----------------- | ----- | ---- | ------- |
| Parlamentari 2017 | 1.026 | 0,06 | 0 / 140 |